# Tim Matheson
Tim Matheson, właśc. Timothy Lewis Matthieson (ur. 31 grudnia 1947 w Glendale) – amerykański aktor, reżyser i producent filmowy, telewizyjny, głosowy i teatralny.

## Życiorys

### Wczesne lata
Urodził się w Glendale w Kalifornii jako syn Sarah Elizabeth „Sally” (z domu Lewis) i Clifforda Matthiesona, trenera pilotów. Jego rodzina miała pochodzenie szwedzkie, duńskie, niemieckie, irlandzkie i angielskie. Dorastał w San Fernando Valley w Kalifornii z siostrą Sue. W 1958 uczęszczał do klasy aktorskiej, gdzie został dostrzeżony przez hollywoodzkiego agenta. Pełnił służbę w United States Marine Corps.

### Kariera
W 1961, w wieku trzynastu lat występował na małym ekranie jako Roddy Miller w sitcomie CBS Okno na główną ulicę (Window on Main Street, 1961–1962), a zaraz potem pojawił się w dwóch sitcomach ABC – Wiercipięta (Leave It to Beaver, 1962–1963) i Moi trzej synowie (My Three Sons, 1962–1963).
Zajmował się także dubbingiem, użyczając swojego głosu tytułowym bohaterom seriali animowanych – ABC Jonny Quest (1964–1965) i Hanna-Barbera Sinbad Jr. (1965), a także mówił rolę Samsona w serialu animowanym Hanna-Barbera Młody Samson i Goliat (Samson & Goliath, 1967). Wkrótce trafił na kinowy ekran w dwóch filmach – komedii Rozwód po amerykańsku (Divorce American Style, 1967) z Debbie Reynolds i przygodowym Misterium chińskiego narkotyku (The Mystery of the Chinese Junk, 1967) u boku Jana-Michaela Vincenta. W międzyczasie ukończył czteroletnie studia teatralne przy The Actors and Directors Lab w Los Angeles, na festiwalu szekspirowskim w San Diego zagrał Romea w spektaklu Romeo i Julia.
W seryjnym westernie NBC Bonanza (1972–1973) wystąpił w roli Griffa Kinga. W sensacyjnym filmie Teda Posta Siła magnum (Magnum Force, 1973) z Clintem Eastwoodem i Robertem Urichem pojawił się jako motocyklowy policjant-szuja oficer Phil Sweet. W 1976 był współtwórcą teatralnej trupy improwizującej The Groundlings. Uznanie w oczach krytyków zdobył kreacją płynnie wypowiadającego się i cierpiącego na obsesję seksualną snoba szpanera Erica „Ottera” Strattona w komedii W krzywym zwierciadle: Menażeria (Animal House, 1978).
W 1982 powrócił na scenę w roli Austina w produkcji off-broadwayowskiej Prawdziwy zachód Sama Sheparda w reż. Gary’ego Sinise’a. Zagrał postać Ricka Tuckera, detektywa i męża czarownicy w serialu fantasy CBS Czarownica Tuckera (Tucker's Witch, 1982). W listopadzie 1982 trafił na okładkę magazynu „Playgirl” z Margot Kidder, z którą zagrał w telewizyjnej komedii HBO Przystanek autobusowy (Bus Stop, 1982) na podstawie sztuki Williama Inge. Można go było zobaczyć w komediach: Być albo nie być (To Be or Not to Be, 1983) z Melem Brooksem, Nad rzeczką (Up The Creek, 1984) i Fletch (1985) u boku Chevy Chase’a.
Debiutował jako reżyser kilku odcinków serialu NBC St. Elsewhere (1984) z Denzelem Washingtonem oraz dreszczowca telewizyjnego Kodeks oficerski (Breach of Conduct, 1994) z Courtney Thorne-Smith.
Rola wiceprezydenta Johna Hoynesa w serialu NBC Prezydencki poker (The West Wing, 1999–2006) przyniosła mu dwukrotnie nominację do nagrody Emmy (2002, 2003). W serialu CBS Wolf Lake (2001–2002) zagrał szeryfa Matthew Donnera. W biograficznym dramacie biblijnym ABC Judasz (Judas, 2004) z Johnathonem Schaechem wcielił się w postać Poncjusza Piłata. Był nominowany do Nagrody Stowarzyszenia Krytyków Telewizyjnych za rolę Ronalda Reagana w dramacie telewizyjnym 20th Television/National Geographic Zabić Reagana (Killing Reagan, 2016) na podstawie książki autorstwa Billa O’Reilly.

## Życie prywatne
28 września 1968 zawarł związek małżeński z aktorką Jennifer Leak. W styczniu 1971 doszło do rozwodu. 29 czerwca 1985 ożenił się z tancerką baletową Megan Murphy. Mają dwie córki – Molly Lewis (ur. 4 sierpnia 1987) i Emmę Katherinę (ur. 21 lutego 1988) oraz syna Coopera Timothy’ego (ur. 12 sierpnia 1994). W 2010, po 25. latach małżeństwa, rozwiódł się. W 2018 poślubił Elizabeth Marighetto.

## Filmografia

### Filmy fabularne
| Rok  | Tytuł                                                                                       | Rola                                   | Reżyser               |
| ---- | ------------------------------------------------------------------------------------------- | -------------------------------------- | --------------------- |
| 1967 | Rozwód po amerykańsku (Divorce American Style)                                              | Mark Harmon                            | Bud Yorkin            |
| 1967 | Misterium chińskiego narkotyku (The Mystery of the Chinese Junk)                            | Joe Hardy                              | Franklin W. Dixon     |
| 1968 | Twoje, moje i nasze (Yours, Mine and Ours)                                                  | Mike Beardsley                         | Melville Shavelson    |
| 1969 | How to Commit Marriage                                                                      | David Poe                              | Norman Panama         |
| 1973 | Siła magnum (Magnum Force)                                                                  | Phil Sweet                             | Ted Post              |
| 1978 | Menażeria (Animal House)                                                                    | Eric 'Otter' Stratton                  | John Landis           |
| 1978 | Almost Summer                                                                               | Kevin Hawkins                          | Martin Davidson       |
| 1979 | Marzyciel (Dreamer)                                                                         | Dreamer                                | Noel Nosseck          |
| 1979 | The Apple Dumpling Gang Rides Again                                                         | Szeregowy Jeff Reed / Kapitan Phillips | Vincent McEveety      |
| 1979 | 1941                                                                                        | Kapitan Loomis Birkhead                | Steven Spielberg      |
| 1982 | A Little Sex                                                                                | Michael Donovan                        | Bruce Paltrow         |
| 1983 | Być albo nie być (To Be or Not to Be)                                                       | Porucznik Andre Sobinski               | Mel Brooks            |
| 1984 | Dom Boży (The House of God)                                                                 | Roy Basch                              | Samuel Shem           |
| 1984 | Impuls (Impulse)                                                                            | Stuart                                 | Graham Baker          |
| 1984 | W górę rzeki (Up the Creek)                                                                 | Bob McGraw                             | Robert Butler         |
| 1985 | Fletch                                                                                      | Alan Stanwyck                          | Michael Ritchie       |
| 1989 | Wyścig armatniej kuli 3 (Speed Zone)                                                        | Jack O’Neill                           | Jim Drake             |
| 1989 | Body Wars                                                                                   | Kapitan Braddock                       | Leonard Nimoy         |
| 1990 | Solar Crisis                                                                                | Steve Kelso                            | Richard Sarafian      |
| 1990 | Pogrzebany żywcem (Buried Alive)                                                            | Clint Goodman                          | Frank Darabont        |
| 1991 | Zwariowany Fred (Drop Dead Fred)                                                            | Charles                                | Ate de Jong           |
| 1991 | Oni czasami wracają (Sometimes They Come Back)                                              | Jim Norman                             | Tom McLoughlin        |
| 1996 | Czarna owca (Black Sheep)                                                                   | Al Donnelly                            | Penelope Spheeris     |
| 1996 | Midnight Heats (The Cinema Snob)                                                            | Tyler Grey                             | Allan A. Goldstein    |
| 1996 | Grunt to rodzinka II (A Very Brady Sequel)                                                  | Roy Martin / Trevor Thomas             | Arlene Sanford        |
| 1997 | Prawem na lewo (Trial and Error, TV)                                                        | Peter Hudson                           | Jonathan Lynn         |
| 1998 | Pechowy Skrzat (A Very Unlucky Leprechaun, TV)                                              | Howard Wilson                          | Brian Kelly           |
| 1998 | Opowieści o odwadze: Dwie rodziny (Rescuers: Stories of Courage: Two Families, TV)          | Adolf Althoff                          | Tim Hunter            |
| 1999 | Cała ona (She’s All That)                                                                   | Harlan Siler                           | Robert Iscove         |
| 1999 | Tylko miłość (The Story of Us)                                                              | Marty                                  | Rob Reiner            |
| 2000 | Ofiara losu (Chump Change)                                                                  | Simon 'Sez' Simone                     | Stephen Burrows       |
| 2000 | Historia Jackie Bouvier Kennedy Onassis (TV)                                                | John F. Kennedy                        | David Burton Morris   |
| 2002 | Wieczny student (Van Wilder)                                                                | Vance Wilder Sr.                       | Walt Becker           |
| 2002 | Złap mnie, jeśli potrafisz (Catch Me if You Can, TV)                                        | Norm                                   | Steven Spielberg      |
| 2002 | Tego już za wiele (Mom’s on Strike, TV)                                                     | Alan Harris                            | James Keach           |
| 2003 | Gdzie podziewają się teraz? (Where Are They Now?: A Delta Alumni Update)                    | dr Eric 'Otter' Stratton, OB / GYN     | John Landis           |
| 2004 | Judasz (Judas, TV)                                                                          | Poncjusz Piłat                         | Charles Robert Carner |
| 2005 | Nie wracaj w te strony (Don't Come Knocking)                                                | Producent 1                            | Wim Wenders           |
| 2005 | Wspaniałe pustkowie. Spacer po Księżycu 3D (Magnificent Desolation: Walking on the Moon 3D) | Houston Capcom (głos)                  | Mark Cowen            |
| 2007 | Redline                                                                                     | Jerry Brecken                          | Andy Cheng            |
| 2008 | Wyznania gwiazdki z Hollywood (True Confessions of a Hollywood Starlet, TV)                 |                                        | reżyseria             |
| 2009 | Za linią wroga: Kolumbia (Behind Enemy Lines: Colombia)                                     | Carl Dobbs                             | Tim Matheson          |
| 2009 | American Pie: Księga miłości (American Pie 7: The Book of Love)                             | absolwent 4                            | John Putch            |
| 2017 | Jumanji: Przygoda w dżungli (Jumanji: Welcome to the Jungle)                                | starszy mężczyzna Vreeke               | Jake Kasdan           |
| 2019 | Laleczka (Child’s Play)                                                                     | Henry Kaslan                           | Lars Klevberg         |

### Seriale TV
| Rok       | Tytuł                                                              | Rola                        |
| --------- | ------------------------------------------------------------------ | --------------------------- |
| 1961-62   | Okno na główną ulicę (Window on Main Street)                       | Roddy Miller                |
| 1962-63   | Wiercipięta (Leave It to Beaver)                                   | Michael 'Mike' Harmon       |
| 1962-63   | Moi trzej synowie (My Three Sons)                                  | Alan Edgerton               |
| 1963      | Ripcord                                                            | David                       |
| 1964–65   | Jonny Quest                                                        | Jonny Quest (głos)          |
| 1965      | Sinbad Jr.                                                         | Sinbad Jr. (głos)           |
| 1965      | O.K.Crackerby!                                                     | Huntington Hawthorne        |
| 1966      | Space Ghost                                                        | Jace (głos)                 |
| 1967      | Młody Samson i Goliat (Samson & Goliath)                           | Samson (głos)               |
| 1972-73   | Bonanza                                                            | Griff King                  |
| 1973      | Kung Fu                                                            | Porucznik Bill Wyland       |
| 1977      | Hawaii Five-O                                                      | Brent Saunders              |
| 1993      | Batman (Batman: The Animated Series)                               | D.A. Gil Mason (głos)       |
| 1995      | Cybill                                                             | Teddy                       |
| 1993      | The New Batman Adventures                                          | Michael Vreeland (głos)     |
| 1999–2006 | Prezydencki poker (The West Wing)                                  | wiceprezydent John Hoynes   |
| 2001–2002 | Wolf Lake                                                          | szeryf Matthew Donner       |
| 2002      | Diabli nadali (The King of Queens)                                 | Dr Farber                   |
| 2003      | Bez śladu (Without a Trace)                                        | Dr Aaron Morrison           |
| 2003      | Nie ma sprawy (Ed)                                                 | Peter Evashavik             |
| 2003      | Liga Sprawiedliwych bez granic (Justice League Unlimited)          | Maxwell Lord (głos)         |
| 2007      | Shark                                                              | Sądzia Andrew Bennett       |
| 2008      | Ekipa (Entourage)                                                  | Steve Parles                |
| 2008–2013 | Tożsamość szpiega (Burn Notice)                                    | Larry Sizemore              |
| 2009      | Batman: Odważni i bezwzględni (Batman: The Brave and the Bold)     | Jarvis Kord (głos)          |
| 2009      | Body Politic                                                       | Senator Webster             |
| 2010      | Białe kołnierzyki (White Collar)                                   | Edward Walker               |
| 2011–2015 | Doktor Hart (Hart of Dixie)                                        | Dr Bertram „Brick” Breeland |
| 2012–2013 | Scooby Doo i Brygada Detektywów (Scooby-Doo! Mystery Incorporated) | Brad Chiles (głos)          |
| 2013      | CSI: Kryminalne zagadki Las Vegas (CSI: Crime Scene Investigation) | Oliver Tate                 |
| 2016      | Motyw (Motive)                                                     | Brent Rodman                |
| 2017      | Snowfall                                                           | George Miller               |
| 2017–2018 | Trzy razy ja (Me, Myself & I)                                      | Richard                     |
| 2017–2019 | Madam Secretary                                                    | Fred Moran                  |
| 2018      | Sprawa idealna (The Good Fight)                                    | Tully Nelson                |
| 2018      | The Affair                                                         | James                       |
| 2019      | Goldbergowie (The Goldbergs)                                       | Eric                        |
| 2019–2021 | Tacy jesteśmy (This Is Us)                                         | Dave Malone                 |
| 2021      | Evil                                                               | Edward Tragoren             |